# Jan Křtitel Píšek
Jan Křtitel Píšek, niem. Johann Baptist Pischek (ur. 13 października 1814 w Mšenie, zm. 16 lutego 1873 w Sigmaringen) – czeski śpiewak, baryton.

## Życiorys
Początkowo studiował prawo i filozofię, za radą śpiewaczki Sabine Heinefetter zdecydował się jednak porzucić studia i poświęcić muzyce. Zadebiutował w 1835 roku w Deutsches Landestheater w Pradze rolą Orowista w Normie Vincenzo Belliniego. Występował w Brnie (1838–1839), Wiedniu (1839–1840), Frankfurcie nad Menem (1840–1844) i Stuttgarcie (1844–1863). W latach 1845, 1846–1847, 1849 i 1853 występował gościnnie z Philharmonic Society w Londynie, w 1849 roku wystąpił na koncercie przed królową Wiktorią i księciem Albertem.
Do jego popisowych ról należały m.in. Figaro w Weselu Figara i Cyruliku sewilskim, hrabia di Luna w Trubadurze, lord Henryk w Łucji z Lammermooru, Sir George Walton w Purytanach oraz partie tytułowe w Rigoletcie i Don Giovannim. Występował również w repertuarze oratoryjnym i pieśniarskim. Dysponował głosem przekraczającym dwie oktawy, ceniono go za śpiew w mezza voce i dźwięki falsetowe. Jego talent wokalny podziwiał w swoich pamiętnikach Hector Berlioz, krytykowano go jednak za przesadną ekspresję sceniczną.